# Challenger de Mestre 2014
El XII Venice Challenge Save Cup 2014 fue un torneo de tenis profesional jugado en canchas de tierra batida. Se disputó la primera edición del torneo que formó parte del circuito ATP Challenger Tour 2014. Se llevó a cabo en Mestre, Italia entre el 2 y el 8 de junio de 2014.

## Jugadores participantes del cuadro de individuales
| Favorito | País                 | Jugador              | Rank1 | Posición en el torneo |
| -------- | -------------------- | -------------------- | ----- | --------------------- |
| 1        | Bandera de Italia    | Paolo Lorenzi        | 88    | Semifinales           |
| 2        | Bandera de España    | Daniel Gimeno Traver | 94    | Semifinales           |
| 3        | Bandera de Italia    | Filippo Volandri     | 99    | Segunda ronda         |
| 4        | Bandera de Túnez     | Malek Jaziri         | 116   | Primera ronda         |
| 5        | Bandera de Argentina | Horacio Zeballos     | 122   | Primera ronda         |
| 6        | Bandera de Uruguay   | Pablo Cuevas         | 136   | CAMPEÓN               |
| 7        | Bandera de Argentina | Facundo Bagnis       | 143   | Cuartos de final      |
| 8        | Bandera de Italia    | Marco Cecchinato     | 164   | FINAL                 |

| Posición en el torneo   |
| ----------------------- |
| Primera y segunda ronda |
| Cuartos de final        |
| Semifinales             |
| FINAL                   |
| CAMPEÓN                 |

- 1 Se ha tomado en cuenta el ranking del día 26 de mayo de 2014.

### Otros participantes
Los siguientes jugadores recibieron una invitación (wild card), por lo tanto ingresan directamente al cuadro principal (WC):
- Marco Cecchinato
- Salvatore Caruso
- Stefano Travaglia
- Horacio Zeballos

Los siguientes jugadores ingresan al cuadro principal tras disputar el cuadro clasificatorio (Q):
- Marco Trungelliti
- Janez Semrajč
- Roberto Marcora
- Alessandro Giannessi

## Jugadores participantes en el cuadro de dobles

### Cabezas de serie
| Favorito | País                | Jugador            | País                 | Jugador          | Rank1 | Posición en el torneo |
| -------- | ------------------- | ------------------ | -------------------- | ---------------- | ----- | --------------------- |
| 1        | Bandera de Uruguay  | Pablo Cuevas       | Bandera de Argentina | Horacio Zeballos | 80    | CAMPEONES             |
| 2        | Bandera de Italia   | Daniele Bracciali  | Bandera de Italia    | Potito Starace   | 204   | FINAL                 |
| 3        | Bandera de Alemania | Dominik Meffert    | Bandera de Alemania  | Tim Puetz        | 236   | Semifinales           |
| 4        | Bandera de Colombia | Nicolás Barrientos | Bandera de Colombia  | Juan Carlos Spir | 251   | Semifinales           |

- 1 Se ha tomado en cuenta el ranking del día 26 de mayo de 2014.

## Campeones

### Individual Masculino
- Pablo Cuevas derrotó en la final a  Marco Cecchinato, 6–4, 4–6, 6–2

### Dobles Masculino
- Pablo Cuevas /  Horacio Zeballos derrotaron en la final a  Daniele Bracciali /  Potito Starace, 6–4, 6–1